# Pseudoglandulina
Pseudoglandulina es un género de foraminífero bentónico considerado un sinónimo posterior de Pyramidulina
de la subfamilia Nodosariinae, de la familia Nodosariidae, de la superfamilia Nodosarioidea, del suborden Lagenina y del orden Lagenida. Su especie-tipo era Nautilus comatus. Su rango cronoestratigráfico abarcaba desde el Cretácico superior hasta la Actualidad.

## Clasificación
Se describieron numerosas especies de Pseudoglandulina. Entre las especies más interesantes o más conocidas destacan:
- Pseudoglandulina comatus
- Pseudoglandulina costulata
- Pseudoglandulina symmetrica

Un listado completo de las especies descritas en el género Textularia puede verse en el siguiente anexo.